# بالعربي الفصيح (مسرحية)
بالعربي الفصيح هي مسرحية مصرية، وتعد آخر الأعمال التي جمعت بين لينين الرملي ومحمد صبحي. وهي الوحيدة بينهما التي أخرجها دون تمثيل وقدم مجموعة من الشباب وقتها هم من أشهر الممثلين اليوم، فكانت هذه المسرحية أول عمل فني لكلا من أحمد حلمي ومنى زكي ومصطفى شعبان وفتحي عبد الوهاب.